# Bugok-dong, Uiwang
Bugok-dong (koreanska: 부곡동) är en stadsdel i staden Uiwang i provinsen Gyeonggi i den nordvästra delen av Sydkorea, 28 km söder om huvudstaden Seoul.